# José Gottardi
José Gottardi Cristelli, S.D.B. (Baselga di Piné, Trento, Italia, 21 de septiembre de 1923 - Montevideo, 7 de marzo de 2005) fue arzobispo de Montevideo, Uruguay.

## Biografía
Nacido en Italia, llega a Uruguay con solo seis años de edad. En 1950 es ordenado sacerdote católico salesiano en Rosario (Santa Fe). Se desempeñó como Inspector salesiano en Bolivia, Uruguay, Argentina, Brasil y Paraguay.
El papa Pablo VI lo nombró Obispo auxiliar de Mercedes y luego fue Obispo auxiliar de Montevideo en 1975 y arzobispo entre 1985 y 1998, renunciando al cargo por disposiciones del derecho canónico al cumplir los 75 años. Fue sucedido por Mons. Nicolás Cotugno.
Gottardi presidió asimismo la Conferencia Episcopal del Uruguay y, durante los años de la dictadura (1973-1985), trabajó para que la Iglesia estuviera abierta a colaborar en el pasaje a la democracia.
En 1998 presentó su renuncia al papa Juan Pablo II por haber llegado al límite de edad para ejercer el arzobispado. 
Falleció en 2005, víctima de cáncer. Fue enterrado en la cripta de los arzobispos de la Catedral metropolitana de Montevideo.